# T-Connection
I T-Connection erano un gruppo musicale bahamense noto per aver scritto vari successi, fra cui Do What You Wanna Do (1977) e At Midnight (1979).

## Storia
Nati a Nassau nel 1975, i T-Connection firmarono cinque brani che vennero inseriti nella Hot Dance Club Play statunitense, fra cui Do What You Wanna Do, che venne inserita alla posizione numero 1. I T-Connection pubblicarono anche il singolo Everything is Cool, che raggiunse la decima posizione delle classifiche R&B. Inoltre, cinque loro tracce riuscirono a ottenere un piazzamento nella britannica Singles Chart, compresa Do What You Wanna Do, che fu quella di maggior successo (posizione numero 11). Il brano Groove to Get Down dei T-Connection venne inserito in una compilation della serie Ultimate Breaks and Beats del 1986.

## Discografia

### Album
- 1977 – Magic
- 1978 – On Fire
- 1978 – T-Connection
- 1980 – Totally Connected
- 1981 – Everything Is Cool
- 1982 – Pure & Natural
- 1983 – The Game Of Life
- 1984 – Take It to the Limit

### Singoli
- 1976 – Disco Magic
- 1977 – Do What You Wanna Do
- 1977 – On Fire
- 1978 – Let Yourself Go
- 1978 – On Fire
- 1979 – At Midnight
- 1979 – Saturday Night
- 1981 – Everything is Cool
- 1981 – Groove City
- 1982 – A Little More Love
- 1984 – Take it to the Limit